# مستحرة مكورة شاطئية
مستحرة مكورة شاطئية (الاسم العلمي:Thermococcus litoralis) هي نوع من العتائق تتبع جنس المستحرة المكورة من فصيلة المستحرات المكورة.